# Les Abattoirs

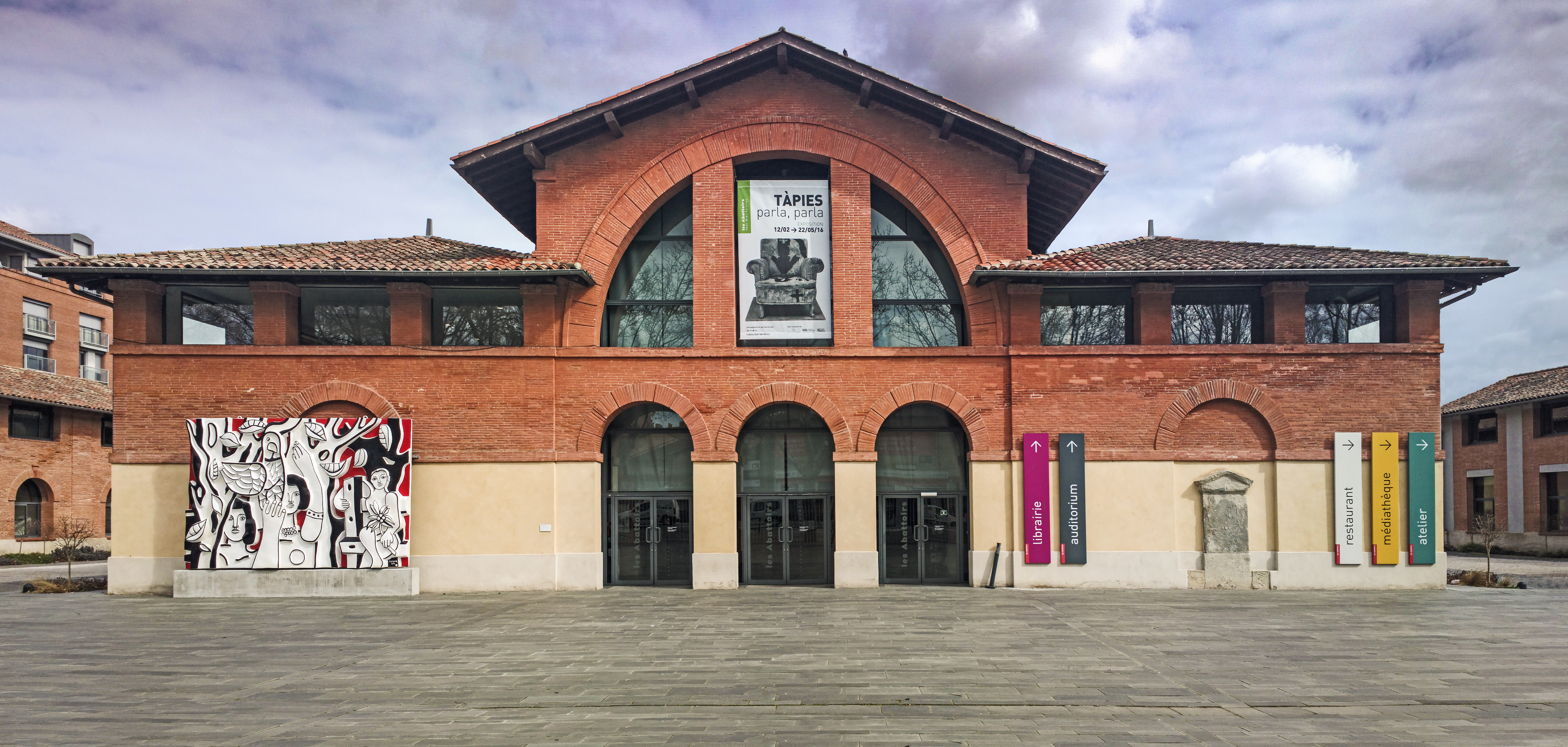

Les Abattoirs – muzeum sztuki współczesnej w Tuluzie we Francji. Zostało utworzone w 2000 r. w budynkach dawnej rzeźni miejskiej.